# José Javier Mejía Palacio
José Javier Mejía Palacio  (Barranquilla, Colombia, 2 de mayo de 1964) es un reconocido pintor colombiano de la ciudad de Medellín, hijo de Rita Cecilia Palacio Camargo, nacida en Barranquilla y Francisco Javier Mejía Restrepo nacido en Yarumal. El Artista José Javier nació en el Atlántico pero desde los tres meses de vida se radica con su familia en Medellín, estudió su bachillerato en los colegios Instituto San Carlos, Calasanz, Liceo Salazar y Herrera terminándolo en el Liceo Superior de Medellín en el año 1985, pasando luego a la Universidad de Antioquia y terminando sus estudios en el Instituto de Bellas Artes.
Está emparentado con el poeta Epifanio Mejía. Además, ha sido condecorado por numerosas entidades como: La Medalla por la paz de Fenalco, Antioquia en reconocimiento por el trabajo social realizado con Los niños que participaron en el programa de pinceles por la Paz en la ciudad de Medellín, Colombia año 2003, La Orden al Mérito Don Juan del Corral Grado Oro otorgada por el Concejo Municipal de la Ciudad de Medellín 2010. La Orden al Mérito Antonio Nariño del Ciprec, Medellín, Colombia 2010. La Orden al Mérito Cívico y Empresarial Mariscal Jorge Robledo, grado plata otorgada por la Asamblea Departamental de Antioquia 2011. Ha expuesto en el ámbito Nacional e Internacional.  Entre las personalidades que tienen obras del maestro José Javier se encuentra Francisco_(papa), al cual se le entregó un retrato cuando visitó Colombia en el año 2017, también poseen obras personajes como: Mariana Pajón (Medallista Olímpica de BMX), Teresita Gómez (Pianista Colombiana), Álvaro Uribe (Expresidente de Colombia), Federico Gutiérrez (Alcalde de Medellín), Enrique Gil Botero (Exministro de Justicia), Mauricio Figueroa (actor y presentador de televisión colombiano), Yahia Lababidi (Poeta egipcio-libanés-estadounidense) ,y Franco Simone.
Las obras de este pintor Antioqueño abordan varias tendencias y manifestaciones que lo caracterizan como el Realismo, Expresionismo y Abstraccionismo. Con una fuerte predisposición al color y a la gama de los grises producto de su Dualismo entre su natal trópico y su asentamiento en la andina ciudad de Medellín, sus creaciones están llenas de pasión y su línea característica conmueve al espectador incesantemente retratando artistas con la intención de mostrar a quienes luchan por salir adelante y no logran ser visualizados, por eso su cara está difuminada, desde músicos de tango, mineros, bomberos, obreros, médicos hasta bandas de rock, entre otros.  Le otorga al Arte un lugar privilegiado en la formación de emociones implícitas, llenas de sensibilidad y cada boceto encuentra en su línea el más profundo significado. Su talento exterior y pleno de carácter nos transporta hacia lo intangible, lo trascendente, lo inexplicable y su innata capacidad técnica nos permiten visualizar las infinitas tonalidades del inmenso arco iris pictórico.

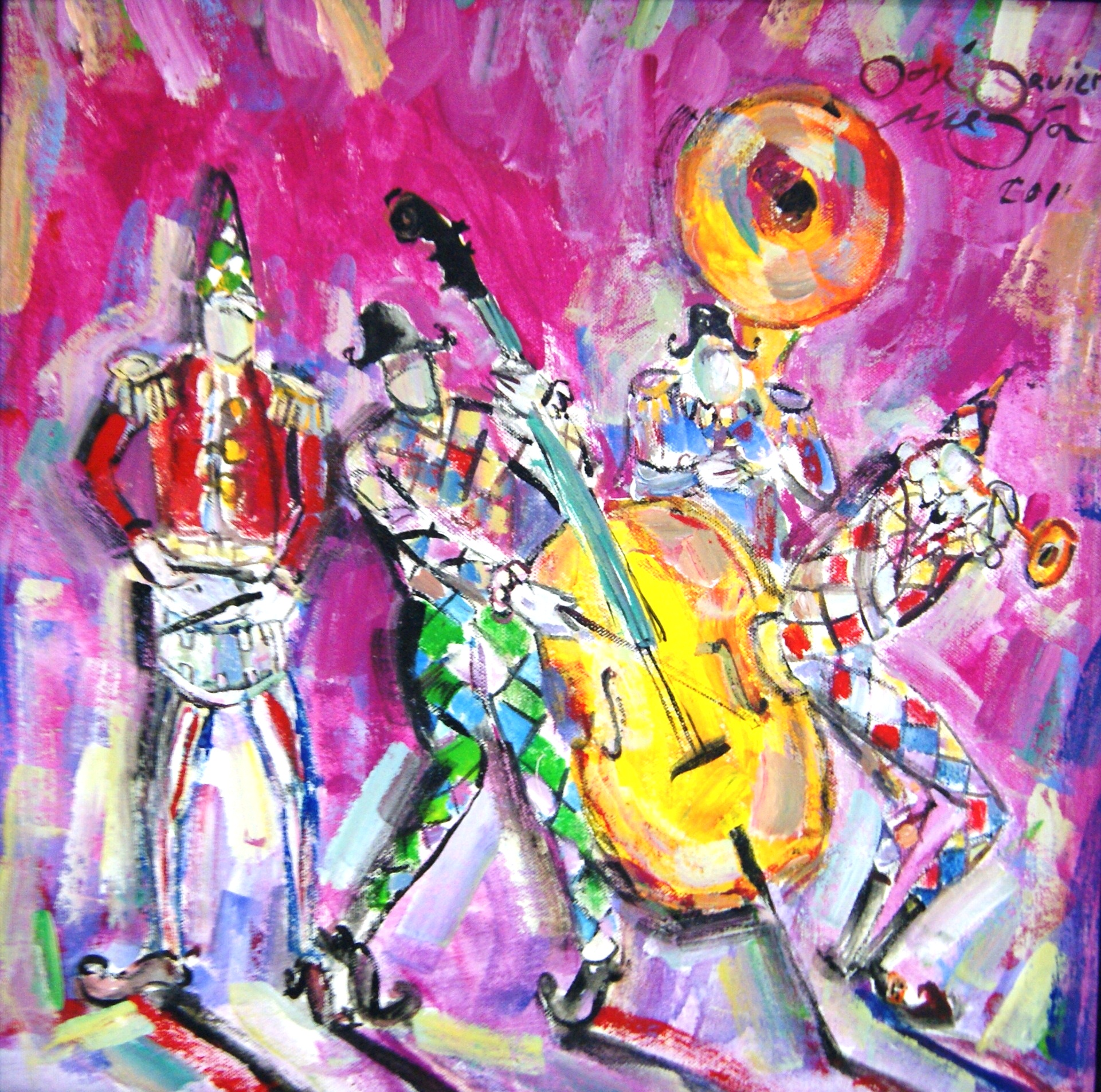
Músicos saltimbanqui

## Historia

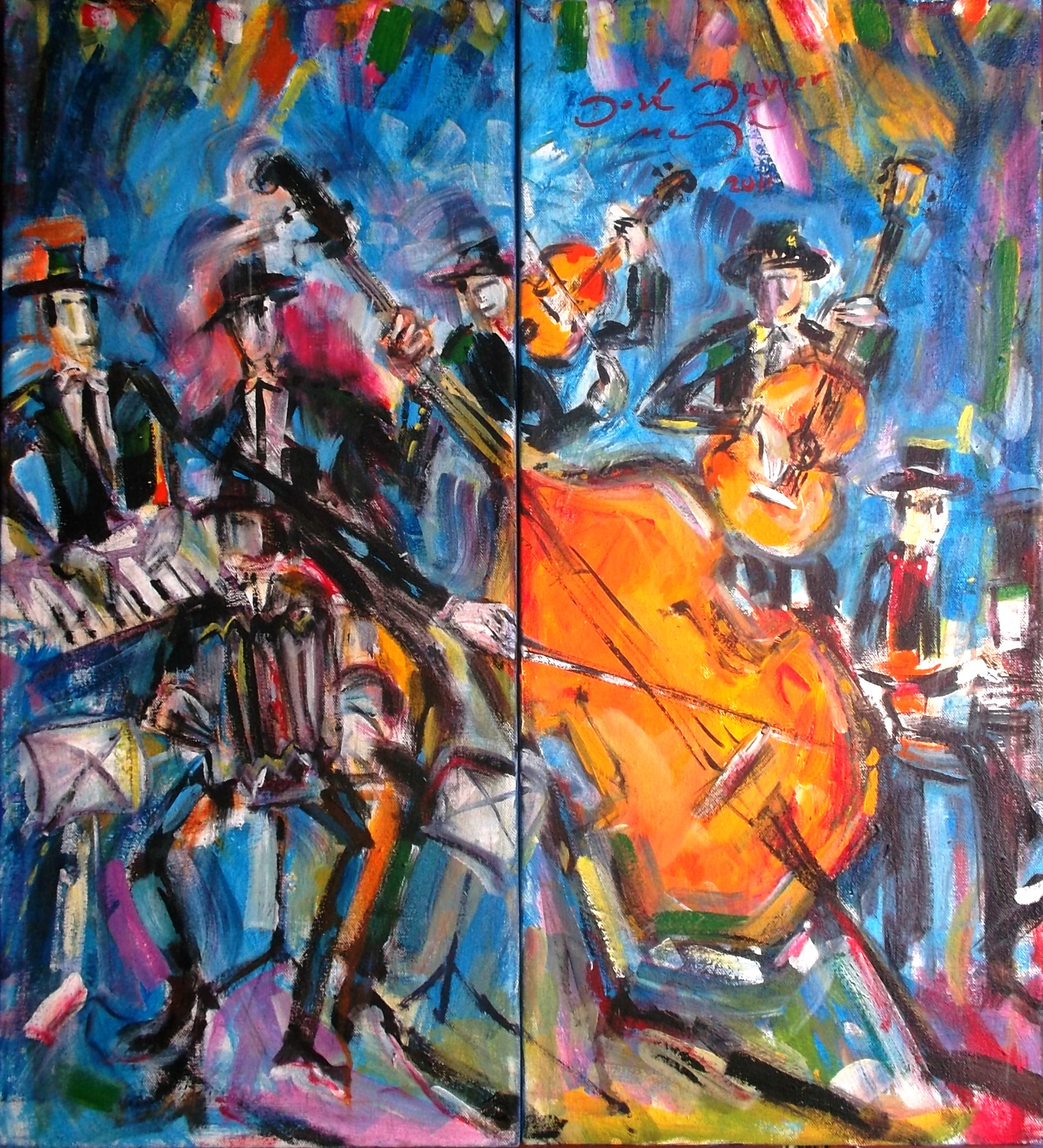
Músicos de tango

A la edad de 16 años comenzó a estudiar Pintura en el Palacio de Bellas Artes de Medellín , graduándose en el año 1995 como Maestro en Artes Plásticas. Estudió  Óleo, Pastel y Escultura en el Taller Bernini de Medellín, 1985. Taller de Óleo con la Artista María Victoria Vélez. Desde pequeño su primer maestro Santiago Rabat pintor español radicado en Colombia le regaló sus pinceles, el maestro Rabat era cuñado de su abuela Carolina Restrepo Mejía y gran amigo del maestro Alejandro Obregón. Entre su familia se destacan varios artistas como lo son: 'Marco Tobón Mejía' (escultor Antioqueño), Epifanio Mejía' (Poeta Antioqueño, escritor de la letra del Himno de Antioquia (o Himno Antioqueño)), y por ascendencia del tío José Manuel Palacio Camargo que le dio el apellido a la hija de sus esposa Margot Orozco llamada Sonia Palacio Orozco, que era hija biológica no reconocida del gran escritor Álvaro Cepeda Samudio miembro del Grupo de Barranquilla.
José Javier es un virtuoso naturalista. Sus modelos, personajes todos de la cotidianidad, amigos o parientes, logran aflorar a través de su pincel ese hálito de divinidad que todos tienen y para los que generalmente no hay ojos. Sus figuras trascienden la percepción natural para expresar otras sensaciones menos explícitas y difíciles de plasmar, imágenes de lucidez y alucinación. El trabajo expresionista es el que más lo seduce, el que parece identificar su nueva búsqueda.
Desde pequeño si cogía un lápiz no paraba hasta consumirlo y, cuando se agotaban las páginas de sus cuadernos seguía con los de sus compañeros de clase. Se deleitaba haciendo las carteleras de cada semana y ganaba así el aprecio de maestros y colegas que hoy guardan sus dibujos con el reconocimiento de su talento. A fuerza de insistencia desarrolló esa otra inteligencia que muchos maestros desestiman. Haciéndole el quite a las matemáticas, a la química y a la física, fue encontrando su verdadera vocación en la plástica. Hoy en sus manos los pinceles cifran imágenes provocadoras, una mezcla de sueño y verdad; descubren en su paleta un amplio abanico de colores inusitados, de tonos cálidos, de sutiles transparencias que se deslizan con enorme maestría de la luz a las sombras y de los detalles más definidos a multiformes insinuaciones. Es la figura humana, particularmente la de la mujer, el tema fuerte de su trabajo. Las Madonas, los retratos o las escenas de cacería, sus músicos son claros ejemplos de su técnica exquisita.
José Javier Mejía ha sido profesor en el Instituto Tecnológico Metropolitano de Medellín , profesor en la Escuela de Arte Eladio Vélez (Itagüí) y docente de arte en los centros reclusorios de Medellín como lo son El Pedregal, Bellavista e Ipsicol, Instituto Psicoeducativo de Colombia.

## Distinciones

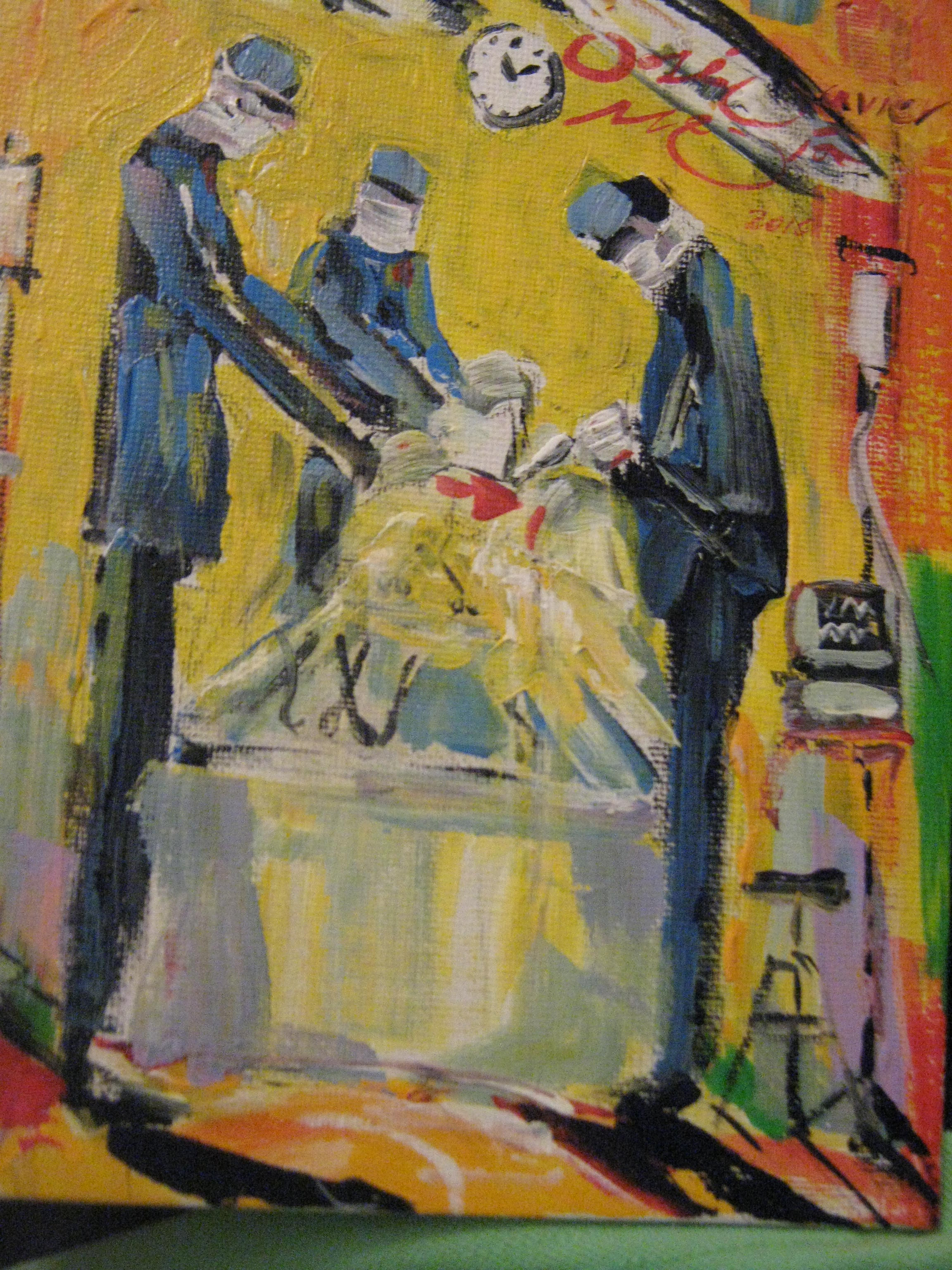
Cirujanos

- 2003 Medalla por la paz, FENALCO Antioquia. En reconocimiento por el trabajo social realizado con Los niños que participaron en el programa de Pinceles por la Paz. Medellín. Colombia.
- 2008 Distinción al Mérito: “Al Forjador de La Cultura” Alcaldía de Bello CIPREC y Corporación Red Departamental De Artes. Medellín 30 de octubre de 2008. Medellín. Colombia.
- 2010 Reconocimiento de Indeportes Antioquia en el Marco de los IX Juegos Suramericanos de 2010. Medellín. Colombia.
- 2010 Orden al Mérito Juan del Corral Grado Oro Concejo de Medellín 17 de noviembre de 2010. Medellín. Colombia.
- 2010 Orden al Mérito Antonio Nariño del Ciprec, Medellín. Colombia.
- 2011 Orden al Mérito Cívico y Empresarial Mariscal Jorge Robledo, grado plata, Asamblea Departamental de Antioquia. Medellín. Colombia.
- 2015 Diploma de Reconocimiento del CIPREC y CILIBE. Medellín. Colombia
- 2022 Certificado Reconocimiento y Mérito Corporación para el arte y la cultura Punto de Encuentro y la revista Praxis. Medellín Colombia.

## Murales
- 1984 Mural de la paloma de la paz, Liceo Superior de Medellín. Medellín. Colombia.
- 1985 2 Murales internos y uno externo en el Liceo Superior de Medellín. Medellín. Colombia.
- 1992 Mural artístico en el bar galería El Guanábano. Medellín. Colombia
- 2008 Mural Exterior en la Feria de Ganado.
- 2003 Mural artístico "Amelia" homenaje a Epifanio Mejía, Institución Educativa Benjamín Herrera. Medellín. Colombia.
- 2003 Mural “Las Criaturas de Prometeo” Homenaje a Beethoven. Colegio CEFA Medellín. Colombia.
- 2010 Mural artístico cancha del Inder en el barrio Santander. Medellín. Colombia.
- 2010 Mural artístico en la Institución Educativa de Aguas Frías con la secretaria de Gobierno de Medellín. Medellín. Colombia.
- 2011 Mural artístico en el estudio de grabación Ingeus. Medellín. Colombia.
- 2012 Mural músicos Loma del Escobero. Envigado, Antioquia.
- 2013 Mural Galería la Francia. Medellín, Colombia.
- 2018 Mural artístico Centro Penitenciario y Carcelario Bellavista. Bello, Antioquia.
- 2018 Tres Murales artísticos Centro Penitenciario y Carcelario El Pedregal. Corregimiento de San Cristóbal, Medellín, Colombia.

## Exposiciones individuales

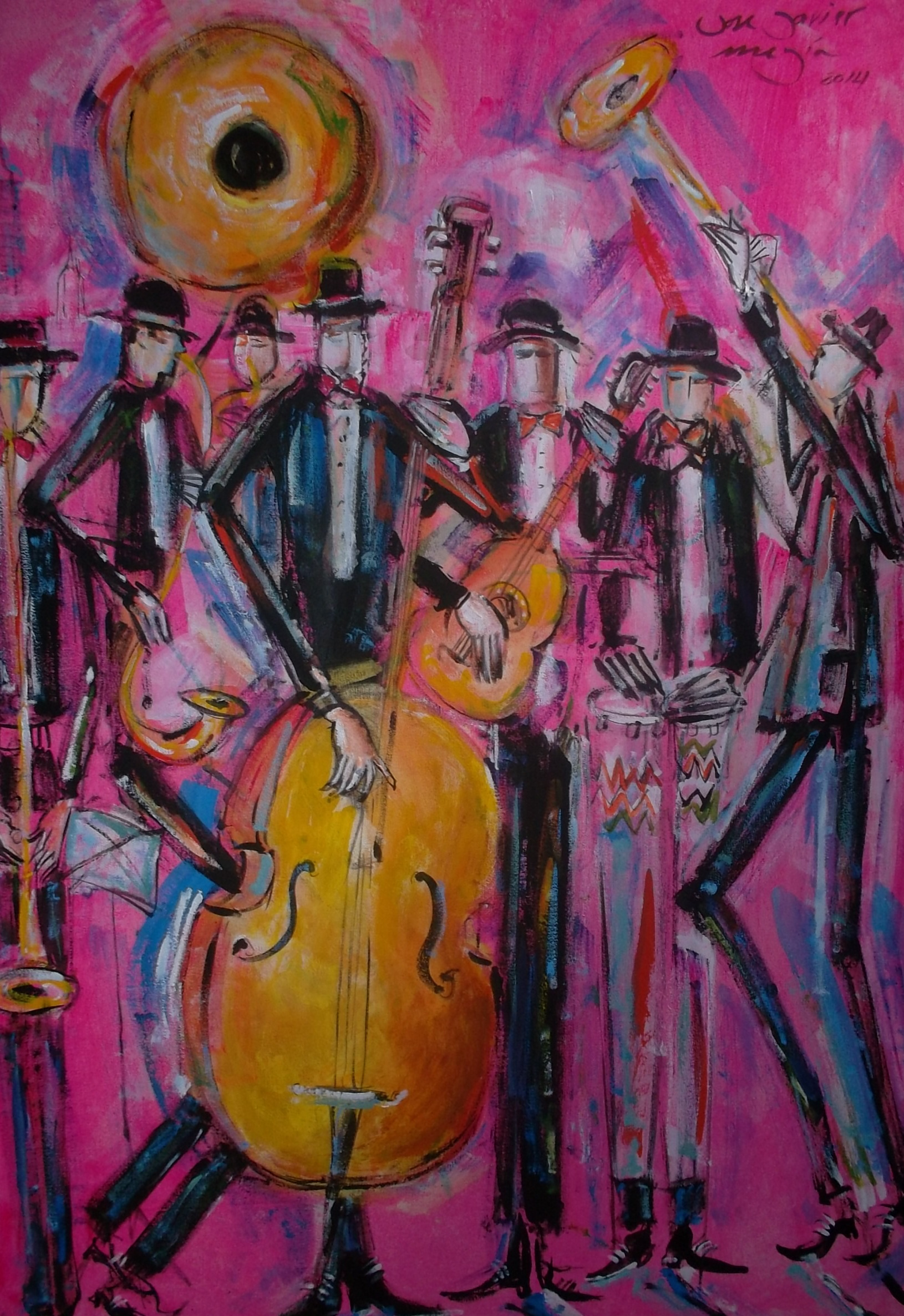
Músicos de Jazz Latino

- 1975  Pintura. Colegio La Salle. Cucutá, Norte de Santander, Colombia.
- 1992	Pintura. Galería Billar. La Ceja. Antioquia. Colombia.
- 1997	Pintura. Alcaldía de Medellín. Medellín. Colombia.
- 1997	Pintura. Club Campestre. Medellín. Colombia.
- 1999	Pintura. Exposición Privada. Medellín. Colombia
- 2000	Pintura. Alcaldía de Medellín,  “Soñador de Formas”. Salón Guillermo Cano. Medellín.Colombia.
- 2000	Pintura. Concejo de Medellín. “Sueños y Realidades”. Medellín. Colombia.
- 2002	Pintura. Comfama de San Ignacio. Medellín. Colombia.
- 2003  Pintura. Restaurante y Galería Mariaju. Llanogrande. Rionegro. Antioquia. Colombia.
- 2004	Pintura Restaurante Ave María. Medellín Colombia.
- 2005  Pintura Galería Diego Victoria. Miami. Florida. USA
- 2007  Pintura Hotel Portón Medellín.  “La Pasión Taurina” Medellín. Colombia
- 2011	Exposición “Expresiones y Abstracciones”, Asamblea Departamental de Antioquia, Medellín, Colombia[10]
- 2012 Exposición de pintura Triarte Universidad Pontificia Bolivariana Medellín. Colombia
- 2015 Pintura. Exposición Hotel Parque Plaza. Medellín. Colombia
- 2019 Pintura. Exposición El Color Música para los Ojos. Valparaíso, Antioquia. Colombia[11]
- 2023 Pintura. Carcel Bellavista. Bello. Antioquia. Colombia.
- 2023 Pintura. Carcel Pedregal Estructura Hombres. Medellín. Colombia.
- 2023 Pintura. Carcel Pedregal Estructura Mujeres. Medellín. Colombia.

## Exposiciones colectivas

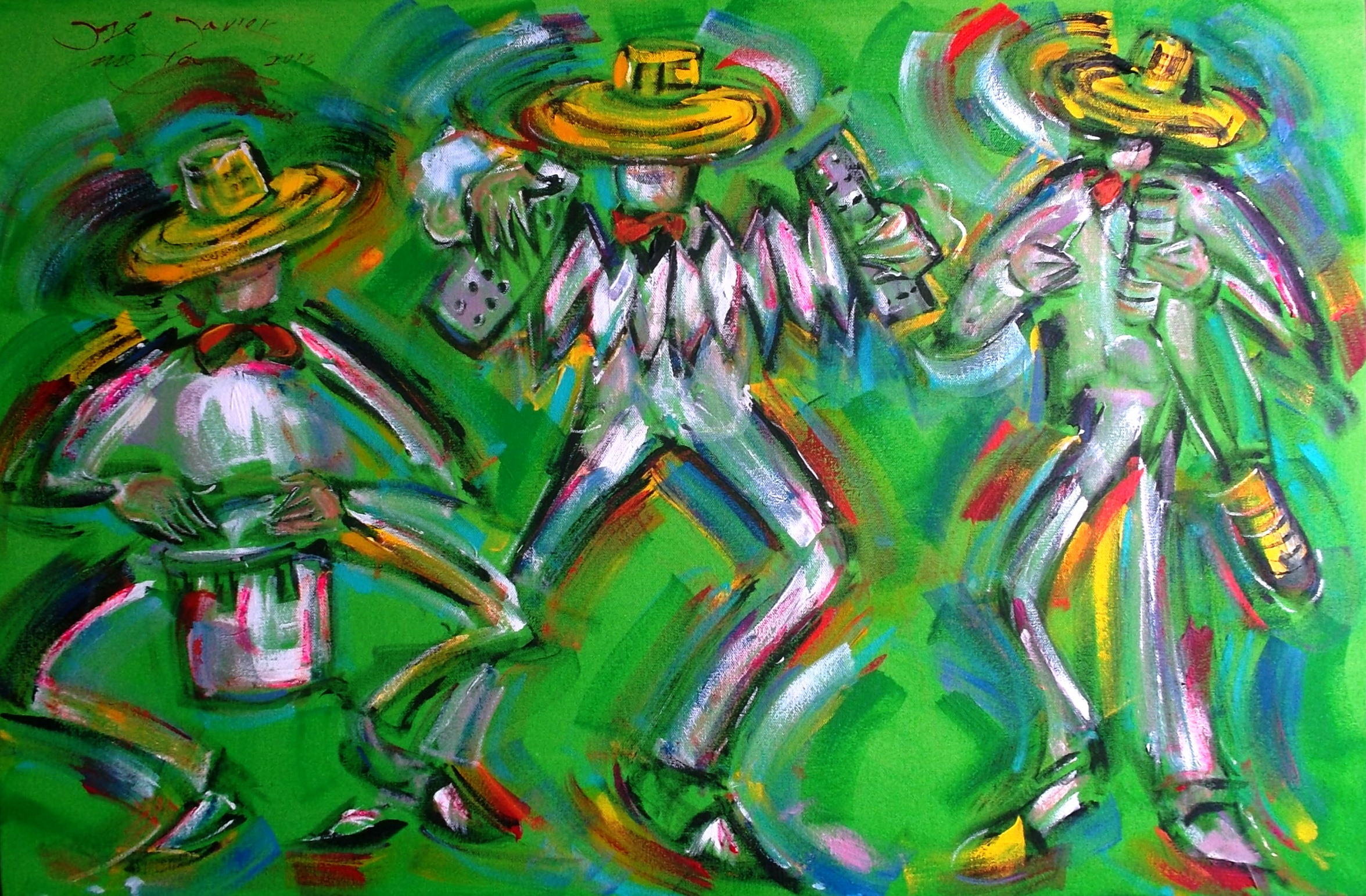
Músicos de Vallenatos

- 1983  Exposición de Talleres Instituto de Bellas Artes. Medellín. Colombia.
- 1984  Exposición Colectiva con el Consulado de Venezuela. Liceo Superior de Medellín. Medellín. Colombia.
- 1990	Exposición Galería La Francia. Medellín. Colombia.
- 1990	Exposición Todo en Artes. Medellín. Colombia.
- 1992	Exposición I Expoarte Vial. Bello. Antioquia. Colombia.
- 1992  Exposición artistas Jaime Guevara, Carlos Duque y José Javier Mejía. Galería Torremolinos. Envigado. Antioquia. Colombia.
- 1993	Exposición I Salón de Artistas Yarumaleños. Cámara de Comercio de Medellín. Medellín. Colombia.
- 1993	Exposición “Doce Formas”. Biblioteca Pública Marco Fidel Suárez. Bello. Antioquia. Colombia.
- 1993 	Exposición II Muestra Anual de Arte Contemporáneo. Pequeño Formato. Galería Estudio Lucy Correa. Medellín. Colombia.
- 1993	Exposición VII Salón de Octubre. Concejo de Yarumal. Antioquia. Colombia.
- 1993	Exposición Fundación Universitaria del Norte. Yarumal. Antioquia. Colombia.
- 1994	Exposición III Muestra Anual de Arte Contemporáneo. Pequeño Formato. Galería El Estudio. Medellín. Colombia.
- 1994	Exposición “Veintidós Artistas de la misma Generación”. Casa de La Cultura La Barquereña. Sabaneta. Antioquia. Colombia.
- 1995	Exposición Lanzamiento del Libro: “Forma y Color Colombia 1995”. Bogotá. Colombia.
- 1995	Exposición Lanzamiento del Libro: “Forma y Color Colombia”. Galería El Estudio. Medellín. Colombia.
- 1995	Exposición “Quince Artistas en Oriente”. Galería Billar. La Ceja. Antioquia. Colombia.
- 1995	Exposición IV Muestra Anual “Cincuenta Artistas en Pequeño Formato”. Galería El Estudio. Medellín. Colombia.
- 1996	Exposición “Maestros y Contemporáneos”. Cooperativa de Trabajadores de Empresas Públicas de Medellín. Medellín. Colombia.
- 1996	Exposición “Contemporáneos en Antioquia”. Galería Salón 33”. Medellín. Colombia.
- 1996	Exposición “Artistas Yarumaleños”. Cámara de Comercio de Medellín. Medellín. Colombia.
- 1996	Exposición "Inauguración de La Galería Isarte". Medellín. Colombia.
- 1997	Exposición “Realistas 2000”. Hotel La Fontana. Bogotá. Colombia.
- 1997	Exposición “Temas Taurinos”. Galería Isarte. Medellín Colombia.
- 1997	Exposición “Temas Religiosos”. Galería Isarte. Medellín. Colombia.
- 1997	Exposición “Pintura Y Escultura” Galería Kendrick´s. Medellín. Colombia.
- 1997	Exposición "Colectiva". Universidad Autónoma. Barranquilla. Colombia.
- 1997	Exposición "Homenaje a Van Gogh". Hotel Dann. Medellín. Colombia.
- 1997	Exposición "Colectiva". Contraloría General de Antioquia. Medellín. Colombia.
- 1998	Exposición "Colectiva IBA". Alcaldía de Jardín. Jardín. Antioquia. Colombia.
- 1999	Exposición "Itagüí también es Arte”. Alcaldía de Itagüí. Itagüí Antioquia. Colombia.
- 1999	Exposición "I Muestra de Arte Religioso". Hostal San Diego. Cartagena .Bolívar. Colombia
- 2000	Exposición "Inauguración De La Galería Atellier D´ Arte". Medellín. Colombia
- 2000	Exposición "Colectiva" Club Campestre. Medellín. Colombia
- 2001	Exposición "Grandes Maestros Antioqueños". Liceo Nocturno Raúl Guevara Castaño. Itagüí. Antioquia. Colombia
- 2001	Exposición "De luz y color". Galería taller de Ara, Medellín, Colombia
- 2002	Exposición "De Pintores Y Escultores. Hall De La Alcaldía De Medellín. Medellín. Colombia.
- 2003	Exposición "Cinco Identidades". Hotel Mercury. Medellín. Colombia.
- 2003  Exposición "Esplendor de Formas". Hall De La Alcaldía De Medellín. Medellín. Colombia.
- 2004	Exposición "Colectiva" Institución Educativa Santa Rosa De Lima. Medellín Colombia.
- 2005  Exposición "Colectiva" Casa De Convenciones Gualanday Llano Grande. Rionegro. Antioquia. Colombia.
- 2005  Exposición "15.ª Muestra Colectiva De Artistas Antioqueños Asamblea Departamental De Antioquia". Medellín. Colombia.
- 2005  Exposición "17.ª Muestra Colectiva De Arte Regional Antioqueño". Asamblea Departamental De Antioquia. Medellín. Colombia.
- 2006  Exposición  "Muestra Colectiva de Artistas Asociados". Corporación Red Departamental De Artes, Casa De La Cultura “La Barquereña”. Sabaneta. Antioquia. Colombia.
- 2006  Exposición “Salón Artistas Asociados”, Corporación Universitaria La Sallista, Caldas. Antioquia. Colombia.
- 2006  Exposición Artistas Asociados, Corporación Red Departamental De Artes. Galería de Arte, Palacio De La Cultura “Rafael Uribe Uribe”. Medellín. Colombia.
- 2006  Exposición “Talleres De Artes Plásticas Y Visuales de Medellín”. Medellín. Colombia.
- 2006  Exposición Elite Art Gallery, Exhibition Collective. Miami. Florida. USA.
- 2006  Exposición Salome Fine Art Gallery, “News Horizonts” Wynewood District de Miami. Florida.  USA.
- 2007  Exposición “Arte En Honor A La Mujer” Fundación Universitaria San Martín Sabaneta.Antioquia. Colombia.
- 2007  Exposición “Al Salón De Arte Festival De Tango” Galería Cerro Nutibara. Medellín. Colombia.
- 2008  Exposición “Segunda Exposición Pequeño Formato” Galería Raúl Toro. Medellín. Colombia.
- 2008  Exposición “Artistas Asociados". Corporación Red Departamental De Artes.Aeropuerto José María Cordoba. Rionegro. Antioquia. Colombia.
- 2009  Exposición "Vuelo de Cometas".Casa de Cultura la Barquereña. Sabaneta. Antioquia. Colombia
- 2009  Exposición "Vuelo De Cometas". Biblioteca de Envigado. Sabaneta. Antioquia. Colombia.
- 2010  Exposición "12 Destacados Artistas De La Plástica". Concejo de Medellín. Medellín. Colombia.
- 2010  Exposición  "Homenaje al Bicentenario de Colombia". Facultad de Minas en la Universidad Nacional y en el ITM. Medellín. Colombia
- 2010  Exposición "Colectiva". Puerto Bulevar. Llano Grande. Rionegro. Antioquia. Colombia
- 2010  Exposición "Colectiva". Centro Comercial La Fé. El Retiro. Antioquia. Colombia.
- 2011	Exposición “Tauromaquia”. Centro Comercial Terminal del Sur. Medellín. Colombia
- 2011	Exposición  "Tangos". Galería cerro Nutibara, Medellín. Colombia.

- 2011	Exposición "Al Aire Libre" Paseo Junín, Museo en la Calle, Medellín. Colombia.
- 2011  Exposición "Otras miradas al Quijote". Galería vino al arte. El Carmen de Viboral. Antioquia. Colombia.
- 2011  Exposición "Tangos". Galería Arte Julio y Francisco de Caro en La Academia del Tango en Buenos Aires. Argentina.
- 2011  Exposición "Viva ELTango". Festival Internacional. Montevideo. Uruguay.
- 2011	Exposición "12 Artistas Concejo De Medellín". Medellín. Colombia.
- 2012  Exposición "Primer Festival Metropolitano De Arte Religioso" Caldas. Antioquia. Colombia.
- 2012  Exposición "El Arte Se Toma Al ITM. Medellín. Colombia.
- 2012  Exposición "Homenaje A Las Madres. Casa Taller de Caldas. Antioquia. Colombia.
- 2012  Exposición "Pequeño formato". Galería Talcual. Medellín. Colombia.
- 2012  Exposición "Triarte". sala de Exposición. Universidad Pontificia Bolivariana, Medellín. Colombia.
- 2012  Exposición "Pintando al aire libre". Universidad Pontificia Bolivariana Medellín. Colombia.
- 2012  Exposición Colectiva Colegio La Enseñanza. Medellín. Colombia
- 2014  Exposición Colectiva Consulado Colombiano en Bélgica. Bruselas. Bélgica.[12]
- 2014  Exposición Jaque al arte 2, Galería Roberto Jairo Arango, Casa de la Cultura La Barquereña. Sabaneta. Antioquia. Colombia.
- 2014  Exposición Colectiva Festival del Tango. Aeropuerto Olaya Herrera. Medellín. Colombia.
- 2015  Exposición Colectiva El Tango se toma Envigado. Casa de la Cultura Miguel Uribe Restrepo. Envigado. Antioquia. Colombia.
- 2015  Exposición Colectiva Manifestación Artística II Casa Antigua Sede Emisora Latina Estéreo. Envigado. Antioquia. Colombia.
- 2016  Exposición Colectiva Muestra Artística de Alumnos Establecimiento COPED EC. San Cristóbal, Medellín. Colombia.
- 2016  Exposición Colectiva CACOM 5. Rionegro. Antioquia. Colombia.
- 2017  Exposición Colectiva Colombia en Paz, Consulado de Colombia en Bruselas, Bélgica.[13]
- 2017  Exposición Feria de Arte, Galería Mil Nueve 32 Tienda de Arte. Medellín. Colombia.
- 2017  Exposición Colectiva Muestra Artística de Alumnos Establecimiento COPED EC. San Cristóbal. Medellín. Colombia.
- 2018  Exposición Colectiva Colombia en Paz, Consulado de Colombia en Madrid. España.[14]
- 2021  Exposición Colectiva Galería "Diego Victoria". Miami. Estados Unidos.
- 2021  Exposición Colectiva Sala Abierta Comfenalco, Biblioteca de Belén. Medellín. Colombia.[15]
- 2021 Exposición Colectiva Galería Punto De Encuentro, Praxis. Palacio de las Artes y La Moda. Medellín. Colombia.
- 2021 Exposición Colectiva Galería Marlon Vargas. Palacio de las Artes y La Moda. Medellín. Colombia.
- 2021 Exposición Colectiva Galería Quinto Piso. Palacio de las Artes y La Moda. Medellín. Colombia.
- 2022 Exposición Colectiva Expo Arte Génesis. Corporación de Artistas plásticos. Taller Libre. Medellín. Colombia.
- 2022 Exposición Colectiva Sexta Edición 40x40 Exposición Internacional. La Claqueta. Bogotá. Colombia.
- 2022 Exposición Colectiva "Dicotomía" Galería Punto De Encuentro, Praxis. Palacio de  Las Artes y La Moda. Medellín. Colombia.
- 2022 Exposición Colectiva Muestra de Arte Corporación Génesis. Galería Asamblea De Antioquia. Medellín. Colombia.
- 2022 Exposición Colectiva 40x40 Rincón Es Arte. Escuela Tecnológica Instituto Técnico Central. Bogotá. Colombia.
- 2022 Exposición Colectiva Inauguración Galería Luis Eduardo Mejía Local 441 cuarto piso. Palacio de Las Artes y La Moda. Medellín. Colombia.
- 2022 Exposición Colectiva Bienal Internacional de arte contemporáneo en Cali "Mestiza". Cali. Colombia.
- 2022 Exposición Colectiva Noche de Galerías. Galería Luis Eduardo Mejía local 441 cuarto piso. Palacio de las Artes y La Moda. Medellín. Colombia.
- 2022 Exposición Colectiva Corporación Génesis "Interpretaciones visuales. Génesis y su música en el Jordán". Galería Casa El Jordán. Medellín. Colombia.
- 2023 Exposición Colectiva Corporación Génesis "Idea´s de color y es-cultura". IDEA. Medellín. Colombia.
- 2023 Exposición Colectiva Corporación Génesis "Génesis y su música". Casa de la Música Grupo EPM. Medellín. Colombia.
- 2023 Exposición Colectiva Corporación Génesis "Génesis y su música". Biblioteca Belén. Medellín. Colombia.
- 2023 Exposición Colectiva Corporación Génesis "Génesis y su música". Biblioteca San Javier. Medellín Colombia.
- 2023 Exposición Colectiva Corporación Génesis "Corporación Genesis". Asamblea de Antioquia. Medellín. Colombia
- 2023 Exposición Colectiva Corporación Génesis en el Parque Biblioteca La Quintana (Robledo). Medellín. Colombia
- 2024 Exposición Colectiva Corporación Génesis en el Parque Biblioteca Fernando Botero (San Cristóbal). Medellín, Colombia.
- 2024 Exposición Colectiva Corporación Génesis en el Parque Biblioteca León de Greiff, La Ladera. Medellín, Colombia.
- 2024 Exposición Colectiva Corporación Génesis Estación Suramericana del Metro de Medellín. Colombia.
- 2024 Exposición Colectiva Corporación Génesis en la Biblioteca Gabriel García Márquez, Barrio 12 de octubre. Medellín, Colombia.
- 2024 Exposición Colectiva Corporación Génesis en la Galería Javier Duke Palacio Palacio de las Artes y La Moda. Medellín, Colombia.
- 2024 Exposición Colectiva Corporación Génesis en el Parque Biblioteca Manuel Mejía Vallejo, Barrio Guayabal. Medellín, Colombia.
- 2024 Exposición Colectiva Corporación Génesis en el Parque Biblioteca La Floresta. Medellín, Colombia.
- 2024 Exposición Colectiva Corporación Génesis. Día del artista plástico Antioqueño, Asamblea Departamental de Antioquia. Medellín, Colombia.
- 2024 Exposición Colectiva Centro Comercial Hollywood. Medellín, Colombia.
- 2025 Exposición Colectiva Centro Comercial Punto Clave. Medellín. Colombia.
- 2025 Exposición Colectiva Centro Comercial Aventura con Pintores en Acción. Medellín, Colombia.
- 2025 Exposición Colectiva Biblioteca Marco Fidel Suárez con la Corporación Génesis. Medellín, Colombia.
- 2025 Exposición Colectiva Biblioteca Marco Fidel Suárez con la Corporación del Tango de Bello. Medellín, Colombia.
- 2025 Exposición Colectiva Flores y Antioqueñidad Centro Comercial Aves María. Sabaneta, Antioquia.
- 2025 Exposición Colectiva con la Corporación Génesis Casa Roja. Medellín, Colombia.

## Subastas
- 1991	Pro Pequeño Teatro. Medellín. Colombia
- 1991	Pro Fundación Estación Ferrocarril de Antioquia. Medellín. Colombia
- 1991	Pro Acción Social Cuarta Brigada. Medellín. Colombia.
- 1991	Galería Rubens. Medellín. Colombia
- 1992  Discoteca Cama Suelta. Envigado. Antioquia. Colombia.
- 1992	Galería Gonzalo Salazar Lizcano. Medellín. Colombia
- 1992	500 Años del Descubrimiento de América. Bogotá. Colombia.
- 1992	Pro Departamento de Tránsito. Bello. Antioquia. Colombia.
- 1996	Pro Hogares Juveniles. Medellín. Colombia.

## Invitaciones

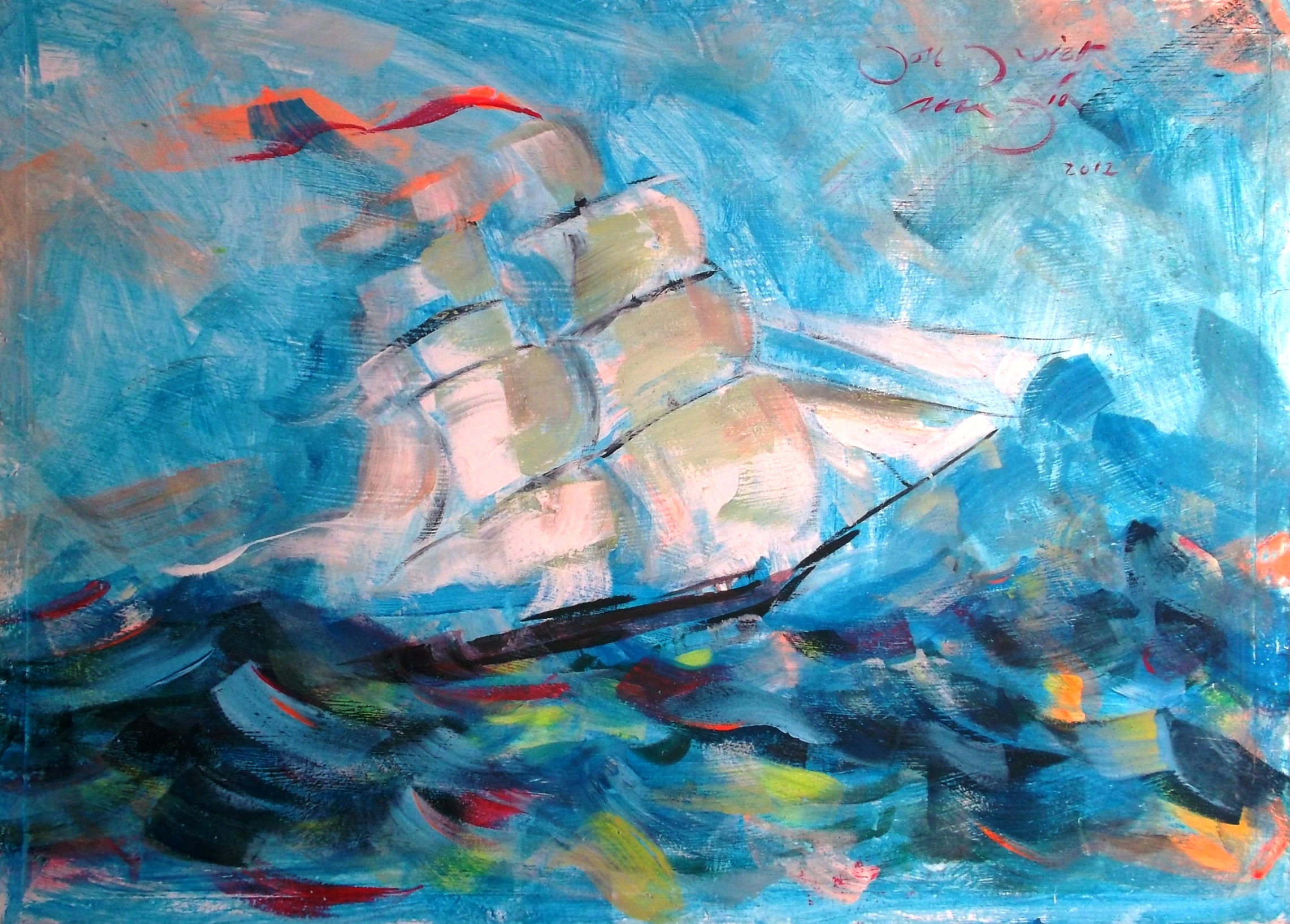
Barco

- 1996	“ARTEXPO 96” Feria Internacional de Arte de Barcelona del 1 al 5 de mayo. Barcelona. España.
- 1996	Exposición en La Galería Rotini del 9 al 24 de agosto. Livorno. Italia.
- 1996	Catálogo Especial para “La Feria Internacional de Basilea. Basel Art 96, 12 al 17 de junio. Basilea. Suiza.
- 1996	Herencia Hispana en América. Exposición Oficial del XXIV Festival de la Hispanidad de Miami del mes de octubre. Miami.FL. USA.
- 1996	Exposición de Arte en New York City. Batik Graphic “96” 11 al 31 de julio, Carib Art Gallery. Soho. New York. USA
- 1997	“Feria Internacional del Libro de Frankfurt” Feria Internacional de Arte sobre papel. Octubre 15 al 20. Frankfurt. Alemania.
- 1998	Feria Internacional de Arte en New York. Septiembre 9 al 31. New York. USA.
- 1999	“Expresiones Latinas” en San Francisco. Mes de agosto. San Francisco. USA.
- 1999	Feria Internacional de Arte en New York. Septiembre 9 al 13. New York. USA.
- 2000	Exposición por Invitación a Artistas Contemporáneos Latinoamericanos No 2 en Broward Community College de Pembroke Pines. Florida. USA.

## Bibliografía

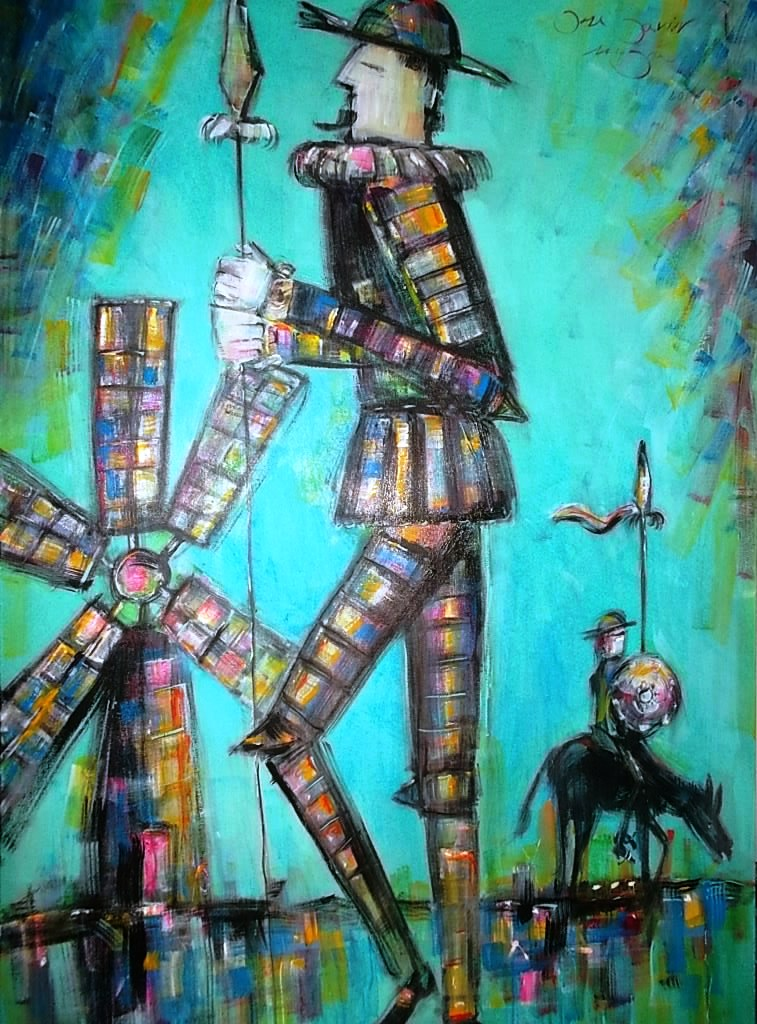
El Quijote